# Alinne Moraes
Alinne Moraes, nome artístico de Aline Cristine Dorelli de Magalhães e Morais (Sorocaba, 22 de dezembro de 1982), é uma atriz brasileira.
Moraes iniciou carreira como modelo aos treze anos tendo feito trabalhos em Nova York, Paris e Milão.  Como atriz participou de diversas novelas bem como Mulheres Apaixonadas, Como uma Onda, Duas Caras, Viver a Vida, entre outras.
Ao longo de sua carreira venceu diversos prêmios por suas atuações, entre eles Melhores do Ano de melhor atriz revelação, Prêmio Contigo! de TV de melhor atriz coadjuvante, Melhores do Ano de melhor atriz de novela, Prêmio Quem de melhor atriz de televisão, dentre outros.

## Infância e carreira
Nascida em Sorocaba, no interior de São Paulo. Filha de um fotógrafo e uma professora, foi criada pela mãe desde os dois anos de idade, com o apoio da avó materna, quando seus pais se separaram. Só conheceu o pai aos 21 anos por conta de uma entrevista.
Alinne iniciou a carreira artística trabalhando como modelo aos treze anos. Após ser aprovada em um concurso promovido pela Revista Capricho para ser capa, ela se mudou para SP, entrou para uma agência de modelos  e, com apenas um mês de carreira, ilustrou a campanha da grife Ellus. Durante os cinco anos seguintes, sua carreira deslanchou, com trabalhos no Japão, Nova York, Paris e Milão.
Em 2001, voltou ao Brasil e foi convidada pela agência de modelos com quem tinha contrato desde 1999, a Marilyn, a fazer um teste para a minissérie Presença de Anita, da Rede Globo. Embora ela não tenha sido aprovada, Alinne foi convidada no ano seguinte pelo diretor Ricardo Waddington a fazer um novo teste, dessa vez sendo escolhida para integrar o elenco da novela Coração de Estudante, em que fez sua estreia como atriz em 2002, exibida às 18h, na qual interpretou a mãe adolescente Rosana. No ano seguinte, em Mulheres Apaixonadas, interpretou a estudante Clara, uma adolescente lésbica que tinha conflitos com sua mãe, que não aceitava sua homossexualidade. A personagem rendeu à atriz o prêmio de Atriz Revelação de 2003 no troféu Melhores do Ano, do Domingão do Faustão. Em Da Cor do Pecado (2004, na faixa das 19h), a atriz interpretou a surfista Moa, que se envolveu com o Paco, papel de Reynaldo Gianecchini durante boa parte da trama.
Entre 2004 e 2005, a atriz viveu Nina, na novela Como uma Onda, seu primeiro papel de protagonista após a recusa de Priscila Fantin. Em 2005 e 2006, Alinne viveu a romântica Penny Lane na novela Bang Bang, na faixa das 19h. Em novembro de 2004, foi eleita a mulher mais sexy do mundo pelos leitores da revista VIP. Em agosto de 2008, a atriz foi capa da primeira edição da versão brasileira da revista masculina Maxim. Em 2006, após o término de Bang Bang, Alinne estreou no cinema, onde protagonizou a comédia romântica Fica Comigo Esta Noite, cujo elenco ainda tinha Vladimir Brichta, Laura Cardoso, Gustavo Falcão e Milton Gonçalves. Entre 2007 e 2008, Alinne viveu uma de suas mais marcantes personagens e sua primeira vilã: a neurótica e obsessiva Sílvia, de Duas Caras, trama de Aguinaldo Silva, exibida às 21h.
Alinne co-protagonizou, de 2009 a 2010, a novela Viver a Vida, onde interpretou a modelo Luciana, filha de Tereza (Lília Cabral) e Marcos (José Mayer), que no início da trama aparece como rival de Helena (Taís Araújo), esposa de seu pai, mas sofre um acidente de ônibus que a deixa tetraplégica. No final Luciana casa-se com Miguel (Mateus Solano) e tem filhos gêmeos. A interpretação de Alinne rendeu à atriz vários prêmios, entre eles o Prêmio Faz Diferença 2009, concedido pelo jornal O Globo, na categoria "Revista da TV", o Prêmio Contigo 2010 e também o troféu Melhores do Ano 2009, do Domingão do Faustão, ambos como melhor atriz de 2009. Posteriormente, ela fez participações nas séries As Cariocas (onde foi protagonista do episódio A Noiva do Catete). Em 2009, posou nua para o livro Mario de Janeiro Testino, do fotógrafo peruano Mario Testino, junto com Fernanda Lima, Grazi Massafera e outros famosos. No mesmo ano, em novembro, foi capa da revista Rolling Stone no Brasil. No mesmo ano, interpretou uma garota de programa no filme Os Normais 2 - A Noite Mais Maluca de Todas, segundo filme da série protagonizada originalmente por Luiz Fernando Guimarães e Fernanda Torres. Em 20 de janeiro de 2010, Alinne Moraes foi internada na Clínica São Vicente, na Gávea (Rio de Janeiro), com quadro de infecção renal. A atriz recebeu alta no dia 24 de janeiro, um domingo, e retomou as gravações da novela na quinta-feira, dia 28.

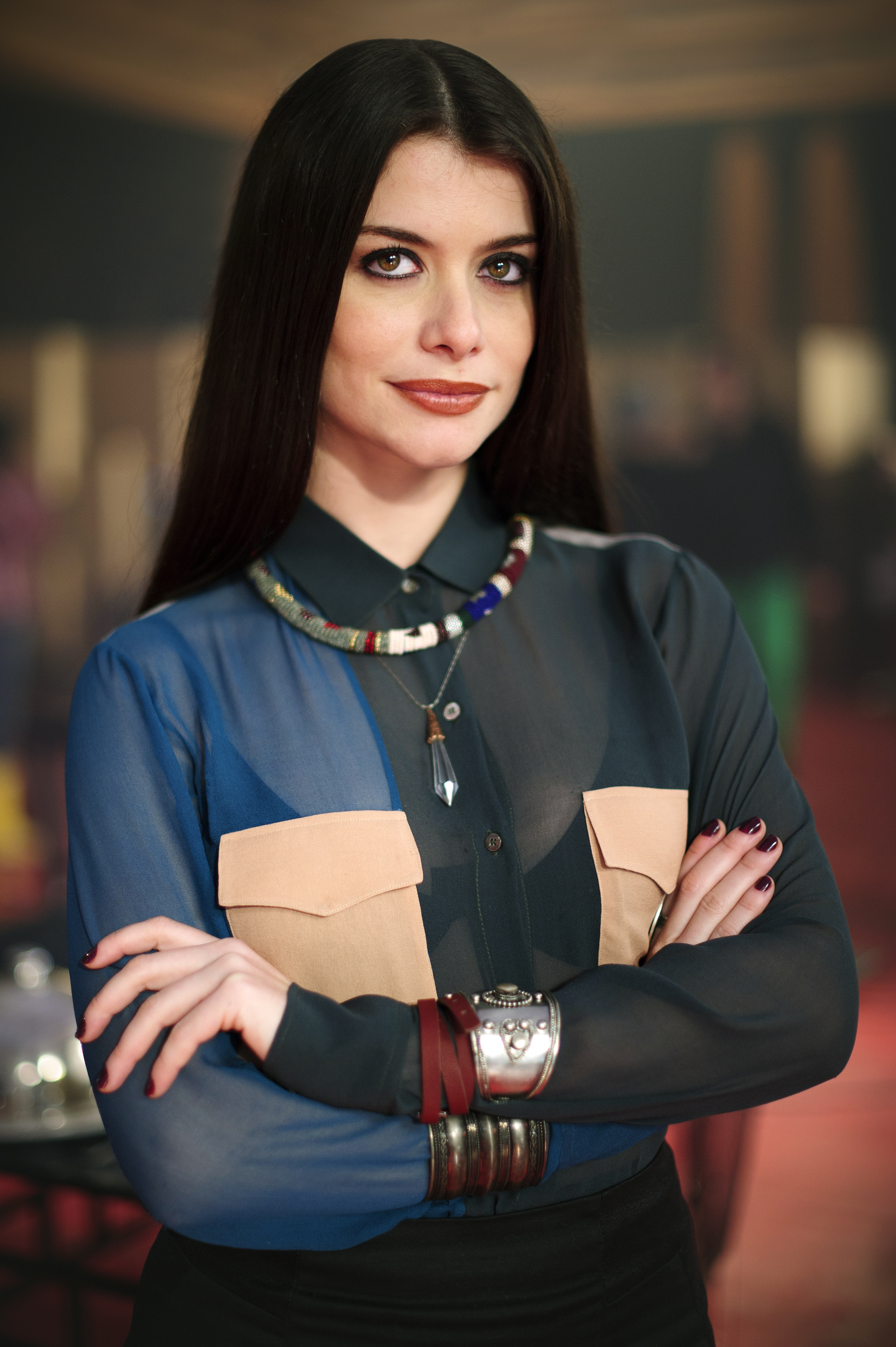
Alinne Moraes como a Kátia da série Como Aproveitar o Fim do Mundo em 2012.

Em 2011, ela interpretou Lili, no remake da telenovela O Astro, exibida às 23h. Na versão original, exibida entre 1977 e 1978, a personagem foi vivida por Elizabeth Savalla. Protagonizou dois episódios de Amor em 4 Atos (nos episódios Folhetim e As Vitrines) e participou do primeiro capítulo da novela Cordel Encantado. Alinne Moraes esteve no tapete vermelho do Festival de Cannes em 2011. A atriz foi convidada para participar do evento pela marca de produtos de beleza L’Oréal. No mesmo ano, protagonizou, junto com Wagner Moura, o filme O Homem do Futuro, interpretando Helena, uma antiga paixão do protagonista Zero (personagem de Wagner) nos tempos de faculdade.
Em 2012, protagoniza a série Como Aproveitar o Fim do Mundo, juntamente com Danton Mello e Nelson Freitas. Em 2013, foi cotada para integrar a telenovela Em Família, porém foi substituída pelo fato de estar grávida de seu primeiro filho o papel ficou com Tainá Müller. Em 2015 volta as novelas, interpretando a protagonista Lívia, na novela Além do Tempo, ao lado de Rafael Cardoso e Paolla Oliveira. Em 2016, interpreta a antagonista Diana na telenovela Rock Story, fazendo par romântico com Rafael Vitti. Em 2018, interpreta a vilã Isabel na novela Espelho da Vida, fazendo parte do trio de protagonistas da trama junto de Vitória Strada, João Vicente de Castro e Rafael Cardoso. Em 2019, roda uma participação no terceiro filme dos Detetives do Prédio Azul, em DPA3 – Uma Aventura no Fim do Mundo interpreando a capitã Gertrudes Coral, uma misteriosa biblioteconomista especializada em história da Aeronáutica. Em novembro, retorna aos palcos após sete anos, na peça Relâmpago Cifrago estrelando ao lado de Ana Beatriz Nogueira, as atrizes interpretam, respectivamente, as doutoras A e B.
Em 2021, a atriz volta ao horário nobre após dez anos em Um Lugar ao Sol como a protagonista Bárbara, formando um triângulo amoroso com os personagens de Cauã Reymond e Andréia Horta. Se destacou pela sua atuação nas cenas de drama somadas ao texto da autora Lícia Manzo, gerando cenas emocionantes. Além disso, tornou sua personagem marcante pelo bordão "É Impresionante/Inacreditável Renato", referente ao mocinho interpretado por Cauã.
Voltou às novelas em 2025 em Guerreiros do Sol, uma produção original Globoplay, onde interpretou Jânia, uma mulher a frente de seu tempo que, casada com o inescrupuloso Idálio (Daniel de Oliveira), envolve-se com Otília (Alice Carvalho). 

## Vida pessoal
Entre os anos de 2002 e 2005, foi casada com o ator Cauã Reymond. Depois da separação, Aline teve vários namorados.
Em dezembro de 2010, Alinne Moraes recebeu o título de cidadã emérita de Sorocaba, em reconhecimento aos seus trabalhos no cinema, teatro e televisão. Em 17 de outubro de 2012, a atriz revelou ser ateia.
No dia 8 de maio de 2014, ela deu à luz seu primeiro filho, Pedro, fruto da sua união com o cineasta Mauro Lima, com quem é casada desde 2012.

## Filmografia

### Televisão
| Ano  | Título                         | Personagem                                | Notas                              |
| ---- | ------------------------------ | ----------------------------------------- | ---------------------------------- |
| 2002 | Os Normais                     | Gina                                      | Episódio: "Uma Experiência Normal" |
| 2002 | Coração de Estudante           | Rosana Santos                             |                                    |
| 2003 | Mulheres Apaixonadas           | Clara Brummer Resende                     |                                    |
| 2004 | Da Cor do Pecado               | Moa Nascimento                            |                                    |
| 2004 | Como uma Onda                  | Mônica Paiva Cascaes (Nina)               |                                    |
| 2004 | Programa Novo                  | Secretária do chefe / Mocinha             | Especial de fim de ano             |
| 2005 | Bang Bang                      | Penny McGold Lane                         |                                    |
| 2007 | Casseta & Planeta, Urgente!    | Sharolaine                                | Episódio: "20 de abril"            |
| 2007 | Minha Nada Mole Vida           | Bel Schettini                             | Episódio: "Bel dos Sete Véus"      |
| 2007 | Duas Caras                     | Maria Sílvia Barreto Pessoa de Moraes     |                                    |
| 2008 | Casos e Acasos                 | Giane                                     | Episódio: "A Fuga Arriscada"       |
| 2009 | A Turma do Didi                | Ela mesma                                 | Episódio: "10 de maio"             |
| 2009 | Viver a Vida                   | Luciana Saldanha Ribeiro                  |                                    |
| 2010 | As Cariocas                    | Nádia                                     | Episódio: "A Noiva do Catete"      |
| 2011 | Cordel Encantado               | Rainha Cristina Ávila de Seráfia do Norte | Episódio: "11 de abril"            |
| 2011 | Amor em Quatro Atos            | Vera                                      | Episódios: "Folhetim" e "Vitrines" |
| 2011 | O Astro                        | Lilian Côrrea (Lili)                      |                                    |
| 2012 | Como Aproveitar o Fim do Mundo | Kátia Maia                                |                                    |
| 2013 | O Dentista Mascarado           | Trintona Bonita Tá                        | Episódio: "10 de maio"             |
| 2015 | Além do Tempo                  | Lívia Diffiori Lívia Beraldini            |                                    |
| 2015 | Mister Brau                    | Ela mesma                                 | Episódio: "8 de dezembro"          |
| 2016 | Rock Story                     | Diana Machado                             |                                    |
| 2018 | Espelho da Vida                | Isabel Ferraz Isadora Teixeira (Dora)     |                                    |
| 2021 | Um Lugar ao Sol                | Bárbara Assunção Meirelles                |                                    |
| 2025 | Guerreiros do Sol              | Jânia Bandeira                            |                                    |

### Cinema
| Ano  | Filme                                        | Personagem                        | Nota           |
| ---- | -------------------------------------------- | --------------------------------- | -------------- |
| 2004 | Ódiquê?                                      | Garota na festa                   |                |
| 2006 | Casas Brancas                                | Alinne                            | Curta-metragem |
| 2006 | Fica Comigo Esta Noite                       | Laura                             |                |
| 2009 | Os Normais 2                                 | Garota de programa                |                |
| 2009 | Flordelis - basta uma palavra para mudar     | Vanessa dos Santos                |                |
| 2011 | Heleno                                       | Silvia                            |                |
| 2011 | O Homem do Futuro                            | Helena Hope                       |                |
| 2014 | Tim Maia                                     | Janaína                           |                |
| 2015 | O Vendedor de Passados                       | Clara                             |                |
| 2016 | Mogli - O Menino Lobo                        | Kaa (voz)                         | Dublagem       |
| 2017 | Os Saltimbancos Trapalhões: Rumo a Hollywood | Tigrana de Albuquerque e Afrodite |                |
| 2017 | João, O Maestro                              | Carmem Valio                      |                |
| 2017 | Oitavo - Filme                               | A Fatal                           | Curta-metragem |
| 2022 | D. P. A. 3 - Uma Aventura no Fim do Mundo    | Capitã Gertrudes Coral            |                |

### Internet
| Ano  | Título                                      | Personagem      | Notas                   |
| ---- | ------------------------------------------- | --------------- | ----------------------- |
| 2018 | Rascunhos Esquecidos de Uma Caixa Sem Saída | Leitora         | Episódio: "Explicações" |
| 2021 | Vini conta Branca de Neve                   | Rainha Má (voz) |                         |

### Videoclipe
| Ano  | Música                 | Artista           |
| ---- | ---------------------- | ----------------- |
| 2021 | "Mulher da Minha Vida" | Margareth Menezes |

## Teatro
| Ano  | Peça                                               | Personagem |
| ---- | -------------------------------------------------- | ---------- |
| 2007 | Dhrama - O Incrível Diálogo entre Krishna e Arjuna | Krishna    |
| 2012 | Dorotéia                                           | Dorotéia   |
| 2019 | Relâmpago Cifrado                                  | Médica B   |

## Prêmios e indicações
| Ano  | Prêmio                                         | Categoria                           | Trabalho                       | Resultado |
| ---- | ---------------------------------------------- | ----------------------------------- | ------------------------------ | --------- |
| 2002 | Melhores do UOL e PopTevê                      | Atriz Revelação                     | Coração de Estudante           | Indicada  |
| 2003 | Melhores do Ano                                | Melhor Atriz Revelação              | Mulheres Apaixonadas           | Venceu    |
| 2003 | Prêmio Conta Mais                              | Talento Jovem (com Paula Picarelli) | Mulheres Apaixonadas           | Venceu    |
| 2003 | Prêmio Babado IG                               | Musa do Ano                         | Mulheres Apaixonadas           | Indicada  |
| 2006 | Prêmio Contigo! de TV                          | Melhor Atriz Coadjuvante            | Bang Bang                      | Indicada  |
| 2008 | Prêmio Extra de Televisão                      | Melhor Atriz                        | Duas Caras                     | Indicada  |
| 2008 | Prêmio Contigo! de TV                          | Melhor Atriz                        | Duas Caras                     | Indicada  |
| 2008 | Prêmio Contigo! de TV                          | Par Romântico (com Dalton Vigh)     | Duas Caras                     | Indicada  |
| 2008 | Melhores do Ano                                | Melhor Atriz Coadjuvante            | Duas Caras                     | Indicada  |
| 2008 | Prêmio Qualidade Brasil                        | Melhor Atriz                        | Duas Caras                     | Indicada  |
| 2008 | Capricho Awards                                | Melhor Atriz Nacional               | Duas Caras                     | Indicada  |
| 2009 | Melhores do ano - site "MdeMulher" (Ed. Abril) | Melhor Atriz                        | Viver a Vida                   | Venceu    |
| 2009 | Prêmio Faz Diferença - O Globo                 | Revista da TV                       | Viver a Vida                   | Venceu    |
| 2009 | Melhores do Ano                                | Melhor Atriz                        | Viver a Vida                   | Venceu    |
| 2009 | Melhores do UOL e PopTevê                      | Melhor Atriz                        | Viver a Vida                   | Indicada  |
| 2010 | Prêmio Contigo! de TV                          | Melhor Atriz                        | Viver a Vida                   | Venceu    |
| 2010 | Prêmio Tudo de Bom - O Dia                     | Melhor Atriz                        | Viver a Vida                   | Venceu    |
| 2010 | Prêmio Tudo de Bom - O Dia                     | Musa                                | Viver a Vida                   | Indicada  |
| 2010 | Prêmio Qualidade Brasil                        | Melhor Atriz                        | Viver a Vida                   | Venceu    |
| 2010 | Prêmio Minha Novela                            | Melhor Atriz                        | Viver a Vida                   | Venceu    |
| 2010 | Prêmio Quem de Televisão                       | Melhor Atriz de Televisão           | Viver a Vida                   | Venceu    |
| 2010 | Prêmio Extra de Televisão                      | Melhor Atriz                        | Viver a Vida                   | Indicada  |
| 2010 | Meus Prêmios Nick                              | Atriz Favorita                      | Viver a Vida                   | Indicada  |
| 2010 | Meus Prêmios Nick                              | Casal do Ano (com Mateus Solano)    | Viver a Vida                   | Indicada  |
| 2010 | Jornal Diário Gaúcho                           | Melhor Atriz                        | Viver a Vida                   | Venceu    |
| 2010 | Troféu Internet                                | Melhor Atriz                        | Viver a Vida                   | Indicada  |
| 2010 | Troféu Imprensa                                | Melhor Atriz                        | Viver a Vida                   | Indicada  |
| 2010 | Troféu Video Show                              | Melhor Beijo                        | As Cariocas                    | Venceu    |
| 2011 | Prêmio Extra de Televisão                      | Melhor Atriz                        | O Astro                        | Indicada  |
| 2011 | Prêmio Arte Qualidade Brasil                   | Melhor Atriz                        | O Astro                        | Indicada  |
| 2011 | Melhores do UOL e PopTevê                      | Melhor Atriz                        | O Astro                        | Indicada  |
| 2012 | Prêmio Contigo! do Cinema Nacional             | Melhor Atriz                        | Heleno                         | Indicada  |
| 2012 | Grande Prêmio do Cinema Brasileiro             | Melhor Atriz                        | O Homem do Futuro              | Indicada  |
| 2013 | Prêmio Contigo! de TV                          | Melhor Atriz de Série ou Minissérie | Como Aproveitar o Fim do Mundo | Indicada  |
| 2015 | Prêmio Quem de Televisão                       | Melhor Atriz                        | Além do Tempo                  | Indicada  |
| 2015 | Melhores do Ano                                | Melhor Atriz                        | Além do Tempo                  | Indicada  |
| 2015 | Melhores do Ano Minha Novela                   | Melhor Casal (com Rafael Cardoso)   | Além do Tempo                  | Venceu    |
| 2017 | Prêmio Extra de Televisão                      | Melhor Atriz                        | Rock Story                     | Indicada  |
| 2018 | Prêmio Extra de Televisão                      | Melhor Atriz                        | Espelho da Vida                | Indicada  |
| 2018 | Prêmio The Brazilian Critic                    | Melhor Atriz em Telenovela          | Espelho da Vida                | Indicada  |
| 2019 | Prêmio Contigo! Online                         | Melhor Atriz de Novela              | Espelho da Vida                | Indicada  |
| 2019 | Melhores do Ano NaTelinha                      | Melhor Atriz                        | Espelho da Vida                | Indicada  |
| 2021 | Troféu Internet                                | Melhor Atriz de Novela              | Um Lugar ao Sol                | Indicada  |
| 2022 | Melhores do Ano NaTelinha                      | Melhor Atriz                        | Um Lugar ao Sol                | Indicada  |

### Títulos recebidos
- "Mulher Mais Sexy do Mundo" - Revista VIP, 2004.[74]
- "Mulher mais Sexy do Brasil" - Revista IstoÉ Gente, 2011.[75]